# 델타 로켓

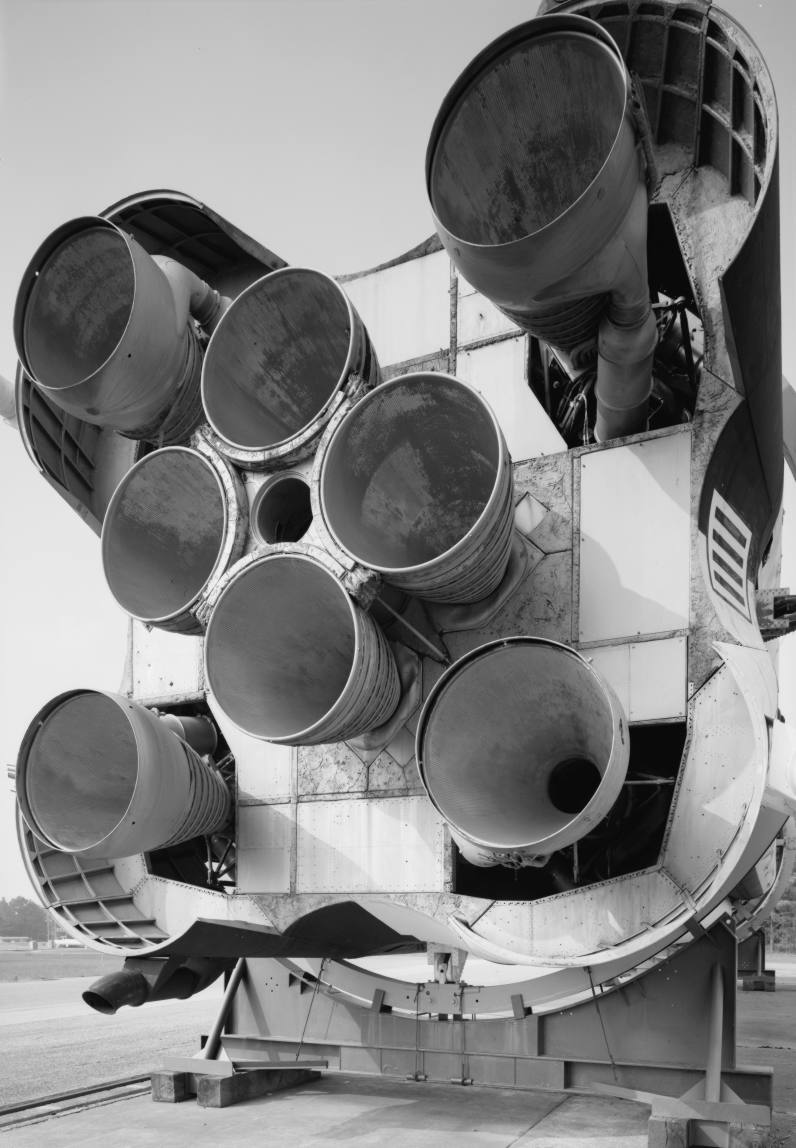
새턴 I의 로켓다인 H-1 엔진 8개

델타 로켓은 미국 보잉사가 개발한 우주 로켓 계열이다.

## 역사
2020년 현재 미국의 양대 방산업체는 록히드 마틴과 보잉이다.
미국 최초의 ICBM인 아틀라스 미사일은 록히드 마틴이 개발했고, 이후에 우주 로켓으로 개량하였다. 반면에 보잉은 PGM-17 토르 미사일을 개발했다. ICBM은 아니고 IRBM이었다. 이를 우주 로켓으로 개량해서 토르 로켓 시리즈를 발사하다가, 델타 로켓 시리즈로 이름이 변경되어 오늘날까지 발사하고 있다. 최근까지 보잉과 록히드 마틴이 ULA라는 합작회사를 설립해서, 아틀라스 V와 델타 IV 헤비를 개발, 발사하였다. 2023년 현재 아틀라스와 델타는 모두 퇴역하였다.

## 토르 시리즈
미국 공군 최초의 탄도 미사일은 PGM-17 토르 미사일이다. 더글러스 에어크래프트에서 개발했다. 현재는 인수합병으로 보잉사가 되었다. 토르 IRBM의 1단을 사용해서 최초의 델타 로켓을 개발했다. 토르-에이블, 토르-에이블스타, 토르-델타를 우주 로켓으로 발사했다. 델타 로켓은 미국에서 가장 오래된 로켓이며, 가장 신뢰성 있는 로켓이며, 가장 저비용의 로켓이었다.

## 델타 시리즈
델타 A, 델타 B, 델타 C, 델타 D, 델타 E, 델타 F, 델타 G, 델타 J, 델타 K, 델타 L, 델타 M, 델타 N 까지는, 모두 토르-델타 A 이런식으로 불리기도 한다. 모두 PGM-17 토르 미사일의 1단 로켓다인 LR79 엔진을 델타-토르 로켓의 1단으로 사용한다. 로켓다인 LR79 엔진은 이후에 로켓다인 RS-27, 로켓다인 H-1으로 업그레이드 되었다.

## 일본
일본은 미국 델타 로켓을 라이선스 생산하는 것으로 액체연료 로켓의 개발을 시작하였다. N-1/2 로켓이 그것이다. N1 로켓을 시작으로 일본은 LR-79 엔진을 무려 17년간 라이선스 생산하여 사용하였다. H-I에도 역시 LR-79 엔진이 탑재되었다. 1986년부터 1992년까지 9회 발사했다. 이후에, 일본 자력 생산의 미쓰비시 LE-7 엔진을 개발했다. 불안정한 엔진이었고, LE-7A로 개량되었다. 미국의 기술 원조가 있었을 것으로 추측된다. 진공추력 109톤이다.

## 같이 보기
- 우주 쓰레기